# Чемпионат Африки по футболу среди молодёжных команд 1979
Молодежный чемпионат Африки 1979 года был вторым проводимым раз в два года квалификационным турниром к молодежному чемпионату мира ФИФА среди африканских стран и первым турниром под названием Молодежный чемпионат Африки.
Алжир и Гвинея квалифицировались на молодежный чемпионат мира по футболу 1979 года в Японии, дойдя до финала, хотя первые выиграли свой первый титул благодаря правилу голов на выезде против вторых, матч закончился по сумме двух матчей со счетом 4:4.

## Команды
Следующие команды приняли участие в этом турнире и сыграли как минимум по одному матчу:
- Алжир
- Камерун
- Египет
- Эфиопия
- Гвинея
- Кения
- Ливия
- Маврикий
- Марокко
- Нигерия
- Тунис

## Предварительный раунд
После того, как Малави, Мадагаскар и Сенегал снялись с соревнований, предварительный раунд был прерван, и Кения, Маврикий и Гамбия вышли в первый раунд.

## Первый раунд
Уганда, Мали, Того, Кот-д'Ивуар и Гамбия выбыли, что позволило Маврикию, Марокко, Гвинее, Камеруну и Нигерии выйти во второй раунд.
| Команда 1 | Итог | Команда 2 | 1-й матч | 2-й матч |
| --------- | ---- | --------- | -------- | -------- |
| Ливия     | 2:3  | Алжир     | 1:2      | 1:1      |
| Египет    | 0:3  | Тунис     | 0:1      | 0:2      |
| Кения     | 2:4  | Эфиопия   | 2:0      | 0:4      |

## Второй раунд
| Команда 1 | Итог | Команда 2 | 1-й матч | 2-й матч |
| --------- | ---- | --------- | -------- | -------- |
| Тунис     | 1:2  | Алжир     | 1:2      | 0:0      |
| Маврикий  | 1:2  | Эфиопия   | 1:1      | 0:1      |
| Гвинея    | 2:0  | Марокко   | 2:0      | 0:0      |
| Нигерия   | 3:1  | Камерун   | 1:1      | 2:0      |

## Полуфиналы
| Команда 1 | Итог | Команда 2 | 1-й матч | 2-й матч |
| --------- | ---- | --------- | -------- | -------- |
| Эфиопия   | 0:1  | Алжир     | 0:0      | 0:1      |
| Нигерия   | 1:2  | Гвинея    | 0:1      | 1:1      |

## Финал
| Команда 1 | Итог | Команда 2 | 1-й матч | 2-й матч |
| --------- | ---- | --------- | -------- | -------- |
| Алжир     | 4:4  | Гвинея    | 2:1      | 2:3      |

## Победители
| Победители молодежного чемпионата Африки 1979 года |
| Алжир Первый / Инаугурационный титул               |

## Квалификация к молодежному чемпионату мира
Две команды с лучшими результатами прошли квалификацию в Молодежный чемпионат мира по футболу 1979 года.
- Алжир
- Гвинея

## Внешние ссылки
- Tournament records at RSSSF